# Adraneothrips pallidus
Adraneothrips pallidus är en insektsart som först beskrevs av Watson 1924.  Adraneothrips pallidus ingår i släktet Adraneothrips och familjen rörtripsar. Inga underarter finns listade i Catalogue of Life.